# Понтеђинори (Пиза)
Понтеђинори је насеље у Италији у округу Пиза, региону Тоскана.
Према процени из 2011. у насељу је живело 464 становника. Насеље се налази на надморској висини од 54 м.